# 大林路742号别墅
原吴鼎昌别墅，又名吴庐或吴楼，位于中国江西省九江市庐山大林路742号。原为吴鼎昌别墅，后为建设处招待所。
1929年，金融家吴鼎昌在庐山锦绣谷附近购地，建造二层石砌建筑，建筑面积685平方米。
1987年，原吴鼎昌别墅公布为第一批庐山风景名胜区文物保护单位。